# Comisiones del Parlamento Europeo
Las comisiones parlamentarias (también llamados comités parlamentarios) son los órganos políticos de trabajo en que se organizan los diputados del Parlamento Europeo para realizar el seguimiento especializado de los asuntos y labores políticas que corresponde a esta institución electa.
Su constitución, funciones, término y composición, que deberá reflejar la composición política de la cámara, son competencia del pleno, a propuesta de la Conferencia de Presidentes. Las comisiones eligen a sus respectivas mesas, compuestas por un presidente y uno o varios vicepresidentes. Para cada asunto que se le somete a consideración la comisión parlamentaria designará un diputado ponente, que será el encargado de elaborar un proyecto de acto que será discutido y votado en comisión, y posteriormente elevado al pleno. El número de miembros de una comisión actualmente oscila entre los 25 y los 81 eurodiputados e igual número de suplentes; generalmente cada diputado es miembro de una comisión y suplente en otra. Además las comisiones parlamentarias pueden constituir en su seno subcomisiones, algunas de las cuales pueden llegar a ser muy importantes, como la Subcomisión de Seguridad y Defensa.
Las comisiones parlamentarias de la Eurocámara se reúnen al menos una vez al mes, en la sede de Bruselas. Sus presidentes se coordinan en el seno de la Conferencia de Presidentes de Comisión.

## Clasificación
Existen tres tipos de comisiones parlamentarias que se diferencian de acuerdo con su duración y sus funciones: las comisiones permanentes, las comisiones especiales y las comisiones de investigación.
Las comisiones permanentes se caracterizan por ocuparse, con carácter indefinido, de los asuntos relacionados con una determinada materia. La elección de los miembros de las comisiones se produce en el primer periodo de sesiones del Parlamento recién constituido, produciéndose una nueva elección tras dos años y medio. Son esenciales en el desempeño de la labor legislativa del Parlamento.
Las comisiones especiales son creadas por el pleno a propuesta de la Conferencia de Presidentes. En su creación se especificará su composición, sus funciones, y la duración de su mandato, que no podrá exceder de doce meses, salvo que transcurrido dicho plazo, el pleno del Parlamento Europeo conceda una prórroga.
Finalmente, las comisiones de investigación son órganos ad hoc que tendrán por objeto el examen de las alegaciones de infracción o de mala administración en la aplicación del Derecho comunitario que resultaren de actos de una institución, órgano u organismo de la Unión, o de una administración pública de un Estado miembro, o de personas facultadas por el Derecho comunitario para la aplicación del mismo. Su constitución corresponderá al pleno del Parlamento, a solicitud de una cuarta parte de sus miembros.

## Lista de comisiones y subcomisiones
El Parlamento Europeo constituido tras las elecciones de 2009 estableció la siguiente relación de comisiones y subcomisiones parlamentarias para el período 2009-2012:
- Comisión de Asuntos Exteriores, que integra a su vez
  - la Subcomisión de Seguridad y Defensa,
  - la Subcomisión de Derechos Humanos;
- Comisión de Desarrollo;
- Comisión de Comercio Internacional;
- Comisión de Presupuestos;
- Comisión de Control Presupuestario;
- Comisión de Asuntos Económicos y Monetarios;
- Comisión de Empleo y Asuntos Sociales;
- Comisión de Medio Ambiente, Salud Pública y Seguridad Alimentaria;
- Comisión de Industria, Investigación y Energía;
- Comisión de Mercado Interior y Protección del Consumidor;
- Comisión de Transportes y Turismo;
- Comisión de Desarrollo Regional;
- Comisión de Agricultura y Desarrollo Rural;
- Comisión de Pesca;
- Comisión de Cultura y Educación;
- Comisión de Asuntos Jurídicos;
- Comisión de Libertades Civiles, Justicia y Asuntos de Interior;
- Comisión de Asuntos Constitucionales;
- Comisión de Derechos de las Mujeres e Igualdad de Género;
- Comisión de Peticiones.

A su vez se han constituido tres comisiones especiales:
- Comisión de Terrorismo;
- Comisión de Procedimiento de Autorización de la Unión para los Plaguicidas;
- Comisión de Delitos Financieros y Evasión y Elusión Fiscales;

Antiguas comisiones especiales:
- Comisión de Resoluciones fiscales y otras medidas de naturaleza o efectos similares;
- Comisión de Resoluciones fiscales y otras medidas de naturaleza o efectos similares (TAXE 2);

Antiguas comisiones de investigación:
- Comisión de Medición de las Emisiones en el Sector del Automóvil;
- Comisión de Blanqueo de Capitales y Elusión y Evasión Fiscales.